# C.A. Rosetti, Buzău
C.A. Rosetti este satul de reședință al comunei cu același nume din județul Buzău, Muntenia, România.